# Libres sont les papillons
 (mars 2017).
Si vous disposez d'ouvrages ou d'articles de référence ou si vous connaissez des sites web de qualité traitant du thème abordé ici, merci de compléter l'article en donnant les références utiles à sa vérifiabilité et en les liant à la section « Notes et références ».
 Libres sont les papillons (Butterflies Are Free) est une pièce de théâtre comique de Leonard Gershe représentée en 1969 à Broadway. Elle a été adaptée par Éric-Emmanuel Schmitt, mise en scène par Jean-Luc Moreau et représentée pour la première fois en français au Théâtre Rive Gauche le 15 janvier 2016, jusqu'au 29 mai 2016, puis en tournée en France. Julien Dereims a été nommé aux Molières 2016 dans la catégorie « Révélation masculine ».
La pièce avait déjà été donnée en français en 2007, dans une adaptation et mise en scène de Hélène Zidi-Chéruy.

## Résumé
Cette comédie raconte l’histoire de Quentin, jeune aveugle, qui quitte sa mère protectrice et une vie paisible à Neuilly pour habiter un studio à Barbès. Il y rencontrera sa charmante voisine Julia, hippie et libérée. Très vite des relations affectueuses se nouent.

## Fiche technique
- Mise en scène : Jean-Luc Moreau
- Décor : Stéfanie Jarre
- Lumières : Jacques Rouveyrollis
- Musique : Sylvain Meyniac
- Costumes : Nathalie Chevalier
- Accessoiriste : Nils Zachariasen
- Assistante à la mise en scène : Anne Poirier-Busson

## Distribution
- Nathalie Roussel : Florence
- Anouchka Delon : Julia
- Julien Dereims : Quentin
- Guillaume Beyeler : Augustin

## Adaptation au cinéma
- 1972 : Libres sont les papillons (Butterfly Are Free) de Milton Katselas